# Płoskie (województwo podlaskie)
Płoskie – wieś w Polsce położona w województwie podlaskim, w powiecie białostockim, w gminie Zabłudów.
W latach 1975–1998 miejscowość położona była w województwie białostockim.
W 1921 roku wieś liczyła 8 domów i 51 mieszkańców, w tym 43 prawosławnych i 8 katolików.
Prawosławni mieszkańcy wsi należą do parafii Zaśnięcia Najświętszej Marii Panny w Zabłudowie.
Wieś w 2011 roku zamieszkiwało 80 osób.